# This Is Not Real Love
This Is Not Real Love - jest drugim singlem George’a Michaela z jego albumu z największymi przebojami, Twenty Five. Singel nagrany w duecie z Mutyą Bueną, byłą Sugababe, został wydany 6 października 2006. Do utworu nie został nagrany teledysk.

## Lista utworów

### CD 1: Sony BMG (Wielka Brytania)
- „This Is Not Real Love [Main Mix]” (4.54)
- „Edith & The Kingpin [Live at Abbey Road in 2004]” (3.40)

### CD 2: Sony BMG (Wielka Brytania)
- „This Is Not Real Love [Main Mix]” (4.54)
- „Everything She Wants [Remix]” (6:34)
- „I'm Your Man [Extended Stimulation Mix]” (6.53)

### CD: Sony BMG (Wielka Brytania Promo CDS)
- „This Is Not Real Love (Moto Blanco Mix)” (8:58)
- „This Is Not Real Love (Moto Blanco Dub)” (8:14)

## Pozycje na listach
| Pozycja | 30 | 10 | 23 | 12 | 12 | 5 | 8 | 19 | 30 | 32 |

| Pozycja | 78 | 15 | 21 | 53 |  |  |  |  |  |  |

| Pozycja | 100 | 20 |  |  |  |  |  |  |  |  |

| Pozycja | 54 | 65 | 66 | 86 | 88 | 90 | 91 | 97 | 99 |  |